# Longboat Key
Longboat Key est une île américaine de l'océan Atlantique située dans le golfe du Mexique sur la côte ouest de la péninsule de Floride. Elle abrite une ville du même nom relevant des comtés de Manatee et Sarasota, en Floride.
Longboat Key est au sud de l’île Anna Maria, entre la baie de Sarasota et le golfe du Mexique.
Selon la légende, un homme de Hernando de Soto y aura accosté en chaloupe (longboat en anglais) avant le reste de l'équipage. Pour d'autres, la ville doit son nom au Longboat Inlet, un passage d'eau peu profond entre la Longboat Key et Anna Maria, qu'on ne peut que traverser en chaloupe.

## Démographie
| 1960  | 1970  | 1980  | 1990  | 2000  | 2010  |
| ----- | ----- | ----- | ----- | ----- | ----- |
| 1 000 | 2 850 | 4 843 | 5 937 | 7 603 | 6 888 |

Selon le recensement de 2010, Longboat Key compte 6 888 habitants. La municipalité s'étend sur 16,00 milles carrés (41,44 km2), dont 4,13 milles carrés (10,7 km2) de terres. Environ 65 % de la population et de la superficie de la ville se trouvent dans le comté de Sarasota.